# Vidumelon wattii
Vidumelon wattii é uma espécie de gastrópode  da família Camaenidae.
É endémica da Austrália.